# Myxophora amerospora
Myxophora amerospora är en lavart som beskrevs av Döbbeler & Poelt 1978. Myxophora amerospora ingår i släktet Myxophora, klassen Dothideomycetes, divisionen sporsäcksvampar och riket svampar.   Inga underarter finns listade i Catalogue of Life.